# Сарты
Са́рты — термин, которым в XI веке, а затем в XIII и XV веке и с XVII по начало XX века в некоторых источниках именовались некоторые категории оседлого населения Хорезма и Ферганской долины. В разные эпохи и в разных местностях под этим термином могло пониматься: по мнению поэта Навои и тимурида Бабура персоязычное население, отдельные тюркизированные персоязычные группы; караванщики и торговцы, ремесленники, вообще некий аналог мещанского сословия; по монгольскому источнику XIII века все оседлые жители региона, а в представлениях жителей Самаркандской области в XIX веке сарт использовался с ругательным смыслом.
Использовавшееся в XI веке слово «сарт», могло происходит от санскритского «sārthavāha» (सार्थवाह), что означало «торговец, караванщик». Таким же было значение термина «сарт» и при его первом зарегистрированном использовании в тюркском языке (в труде Махмуда Кашгари). 
К XIX веку существовала народная этимология, сторонником которой был, в частности, Шерали Лапин, выводившая слово «сарт» из тюркской фразы «сары ит» — «жёлтая собака», и считавшая его уничижительным прозвищем, которое тюркозяычные кочевники дали соседям — оседлому населению.. 
Востоковед А.Гребенкин в 1870-х годах утверждал, что слово сарт имело также ругательный смысл как трус или баба. 
После российского завоевания Средней Азии, в переписи населения Российской империи 1897 года была предпринята попытка выделить сартов в отдельный этнос. В ходе возникшей после этого полемики, туркестанские интеллектуалы — джадиды не поддержали использование термина, и после 1917 года в Советском Союзе от него было решено отказаться. Современной немецкой исследовательницей Ингеборгой Бальдауф дореволюционная ситуация интерпретируется, как намеренная и заведомо неудачная попытка российских властей создать «псевдо-сартовский язык» вместе с псевдо-нацией «сарты».
Американский историк Адиб Халид в заключении к своей работе утверждал: «Сарты были изгнаны из политического и этнографического лексикона еще и потому, что на право называться этим термином не претендовала ни одна группа».

## История
Согласно БСЭ, до Октябрьской революции 1917 года название «сарт» по отношению к уйгурам, оседлым узбекам и отчасти равнинным таджикам употребляли преимущественно казахи, киргизы и полукочевые узбеки. В XIX — начале XX века в Ташкентском, Ферганском и Хорезмском оазисах оно было самоназванием части оседлого населения. 

## Происхождение слова «сарт»
По утверждению В. Бартольда «сарт, первоначально древнетюркское слово, означавшее „купец“; в этом значении оно употребляется в сочинении Юсуфа Баласагуни «Кутадгу билик» (цит. у Радлова, Словарь, IV, 335) и у Махмуда Кашгарского (1, 286). В изданном Радловым уйгурском переводе (с китайского) Саддхарма пундарики санскритское слово «sarthavaha», или «sarthabaha», „купец, водитель каравана“; это слово объясняется как „старший купец“ („сатыкчи удугы“). Отсюда Радлов заключает, что тюркское «сарт» заимствовано из индийского (Kuan-si-im Pusar, 37)».
Василий Бартольд писал:

Важнее всего факт, что слово «сарт» не встречается в сочинениях домонгольского периода и что оно впервые употреблялось монголами. По словам Рашид ад-дина, монголы употребляли слово сартакты в смысле «таджик»; по его же словам, они впервые применили это слово к Арслан-хану карлукскому, первому из мусульманских владетелей, с которыми пришлось иметь дело Чингиз-хану. Из этого можно заключить, что монголы называли этим именем всех мусульман без различия, тем более, что карлуки несомненно были народом тюркским, а не арийским. Итак, объяснения слова сарт, вероятно, следует искать в монгольском языке. Не зная этого языка, мы не можем предложить своё собственное объяснение; но что в языке монголов был соответствующий корень, это видно уже из имени второго золотоордынского хана, Сартака. Уже во время походов Чингиз-хана тюрки старались сближаться с монголами, в противоположность городскому населению, которое в то время было арийским по языку и происхождению; очень вероятно, что вследствие этого сближения монголы стали называть сартами не всех мусульман, а только сохранивших свою обособленность арийцев, и что от монголов этот термин перешёл и к тюркам— Бартольд В. Работы по отдельным проблемам истории Средней Азии, том 2
Согласно данным энциклопедического словаря Брокгауза и Ефрона слово «сарт» встречалось у итальянца Плано Карпини, который посетил Монгольскую империю в XIII веке и его происхождение остаётся невыясненным.

### IX—X века
Название «сарт» не упоминают в своих сочинениях историки и учёные Центральной Азии эпохи Саманидов: Абу Бакр Наршахи, Абу Рейхан Бируни, Абу Исхак аль-Истахри, Ибн Хаукаль и другие.

### XI век
Термин «сарт» упоминает в своем словаре тюркских языков тюркский филолог из Кашгара Махмуд Кашгари. Кашгари использовал слово «сарт» в значении «торговец».

### XIII век
Термин «сарт» не упоминается на территории Средней Азии в сочинениях персидских и арабских историков XIII века Джувейни (1226—1283), Ибн ал-Асира (1160—1234) Шихаб ад-дина Насави и др. Они использовали этнонимы тюрк, перс, араб, карлук и др.

### Сарты в терминологии монголов XIII века
В монгольском «Сокровенном сказании» (1241 год) название «сарт» (согласно Ю. Дробышеву, в форме «сартаул») впервые появляется как обозначение всего пестрого и полиэтничного населения государства Хорезмшахов, хотя местные источники не знали этого термина. Вместо этого в местных источниках использовались этнонимы: тюрк, карлук, туркмен, канглы, таджик, кипчак, халадж, огуз и др. 
Согласно «Сокровенному сказанию», когда Чингисхан узнал о гибели его каравана в Отраре, он сказал: «Пойду войною на Сартаульский народ и законною местью отомщу за сотню своих посольских людей во главе с Ухуна. Можно ли позволить Сартаульскому народу безнаказанно обрывать украшенья моих златоцарственных поводьев?».

### XIV — первая половина XV века
Ни разу не упоминают термин «сарт» историки эпохи Тимура (1336—1405) Шараф ад-дин Язди, Низам ад-Дин Шами, Фасих аль-Хавафи, а также кастильский посланник Руй Гонсалес де Клавихо, побывавший в Шахрисабзе и Самарканде в 1404 году. Эти авторы использовали этнонимы: чагатаец, тюрк, узбек, таджик, могол, барлас и др.

### Вторая половина XV века
Поэт Алишер Навои (1441—1501) называл сартами людей не знающих тюркский язык.
Бабур (1483—1530), называя народ Маргелана «сартами», противопоставлял их народу Андижана, который является тюркским, и, таким образом, подразумевет под «сартами» говорящих на персидском языке. 
Описывая страну Кабул Бабур пишет:

В Кабульской области живут различные племена. В долинах и равнинах живут аймаки, тюрки и арабы; в городе и некоторых деревнях живут сарты, в других деревнях и областях обитают [племена] Пашаи, Параджи, Таджики, Бирки и Афгани. В горах Газни живут племена Хазара и Никудери; среди хазарейцев и никудерийцев некоторые говорят на могольском языке.

Таким образом, Бабур отличал сартов от таджиков, однако в чём именно он видел разницу, неизвестно; при описании, например, Ферганы тюркам и их языку противопоставляются только сарты и их язык.
Кроме Навои и Бабура все другие поэты и историки Тимуридского государства название «сарт» на территории Средней Азии не упоминают. Так, наставник и друг Алишера Навои Абдурахман Джами как и многие другие историки Хорасана ни разу не использовали термин «сарт» в своих сочинениях.

### XVI век
На территории Бухарского ханства все известные историки (Васифи, Фазлаллах ибн Рузбихан Исфахани, Абдулла Насруллахи, Хафиз-и Таныш Бухари название «сарт» вообще не упоминали, а использовали этнонимы: чагатаец, тюрк, узбек, таджик и др.

### XVII—XIX века
Хорезмийский историк XVII века Абулгази в сочинении «Родословная тюрок» говорит об узбеках и сартах в Хиве и Ургенче. В то же время, на территории соседнего Бухарского ханства слово «сарт» не употреблялось.
На территории Бухарского ханства все известные историки (Махмуд ибн Вали, Мухаммад Амин Бухари, Абдурахман Толе, Ахмад Дониш, Абдалазим Сами, Мирза Салимбек название «сарт» вообще не упоминали, а использовали этнонимы: чагатаец, тюрк, узбек, таджик и др.
Российский посланник и востоковед Е.Мейендорф, побывавший в Бухарском эмирате в 1820-х годах зафиксировал местные названия узбек, таджик, однако название сарт в местной среде не использовалось.
В 1841 году российский востоковед Н.Ханыков был прикомандирован к миссии под руководством К. Ф. Бутенева в Бухару и составил «Описание Бухарского ханства» (СПб., 1843), переведённое на английский, французский и немецкий языки. Он ни разу не упоминал название сарт, а самоназвания узбек, таджик, араб, туркмен неоднократно упоминаются Ханыковым.
В Кыргызстане живут сарт-калмыки — малочисленная народность ойратского происхождения. Несмотря на культурное и языковое влияние киргизов всё ещё считаются отдельной этнической группой.

## Мнение А. Вамбери
венгерский путешественник Арминий Вамбери в своём произведении «Путешествие в Среднюю Азию» в 1860-х годах упоминает сартов в Хорезме даёт им следующую оценку: «Сарты, называемые в Бухаре и Коканде таджиками, — древнее персидское население Хорезма, число их здесь относительно невелико. Постепенно они смешали свой родной персидский язык с тюркским. Сартов, как и таджиков, можно узнать по их лукавству и изяществу; узбеки их не очень любят. Хотя уже пять столетий они живут вместе, смешанные браки между узбеками и сартами были очень редки». В другой части своего произведения Вамбери описывает происхождение сартов как — «отюреченных по языку потомков древних хорезмийцев».
Вамбери отличал сартов от персов-рабов Хорезма, про которых он писал: «Это либо рабы, либо освободившиеся из неволи. Впрочем, в материальном отношении рабу живётся в Хиве неплохо, так как он превосходит скромного узбека в хитрости и скоро богатеет. Многие предпочитают, выкупившись на волю, поселиться там же и не возвращаются на родину».

## Мнение востоковедов Российской империи и иностранных путешественников

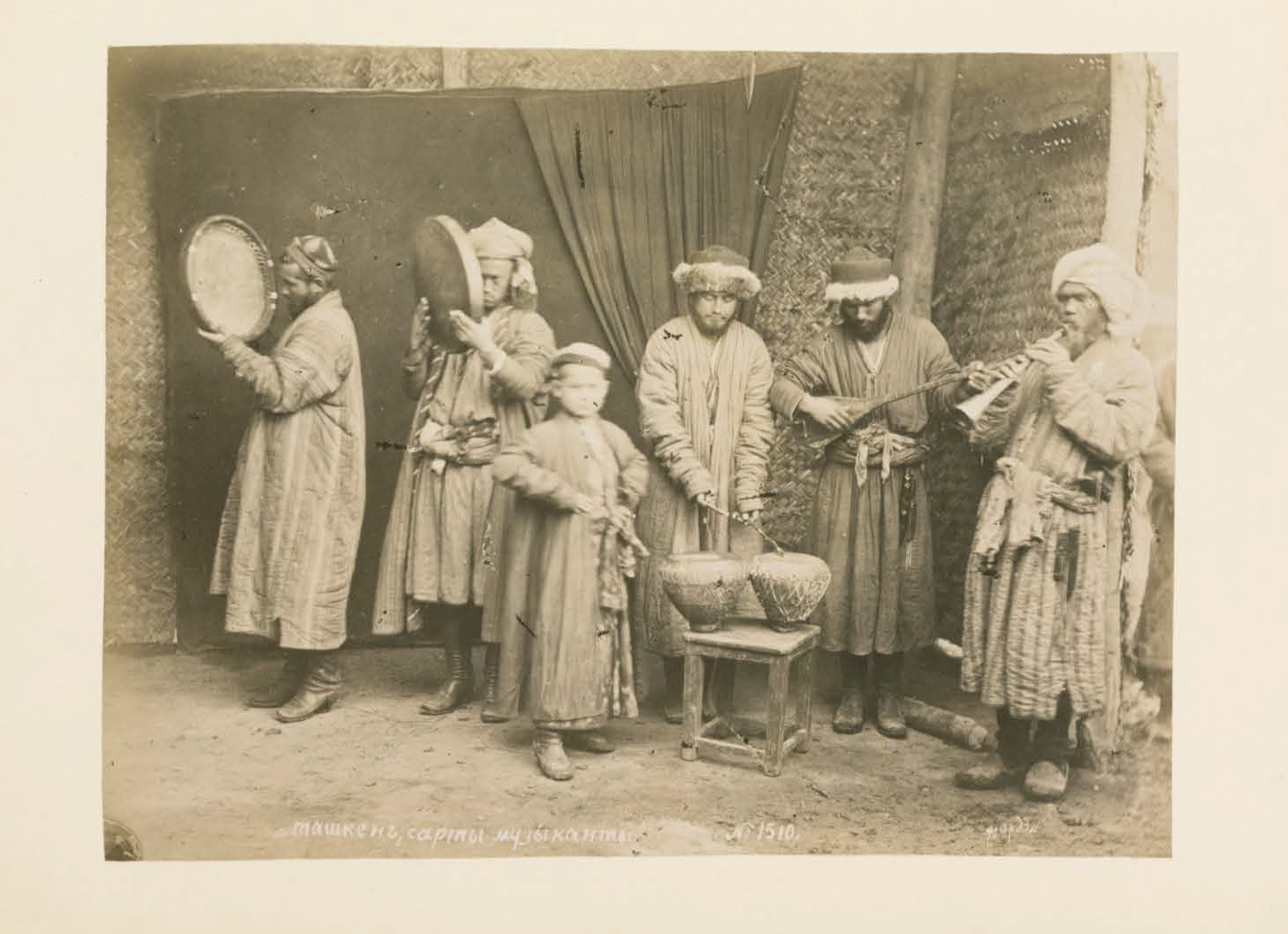
Ташкент. Сарты музыканты. 1880-е годы.

В русских источниках название сарт упоминается только с XVIII века.
Российские ученые в XIX веке сообщали о сартах Хорезма следующее: "Сарты — трусливы, смирны, подлы, изменяют данному слову, охотно обманывают и дурно платят долги, не годятся для войны".
Востоковед и путешественник П. И. Пашино в своих путевых заметках «Туркестанский край в 1866 году» (1868) писал: 

Тип сарта и характер его с первого знакомства говорят за его арийское происхождение. Конечно, можно встретить в Туркестанской области много личностей, именующих себя сартами и носящих самый несомненный отпечаток монгольского происхождения.
— П. И. Пашино: — 3. Туркестанский край в 1866 году.
Далее, Пашино дискутируя с Южаковым, писал, что сарт «очень оскорбился бы, если бы его назвали таджиком», поскольку считает таджика рабом и «в душе шиитом», то есть неверным. Поэтому Пашино скорее, согласен признать сартов «за особый народ арийского происхождения», чем смешивать их с таджиками.

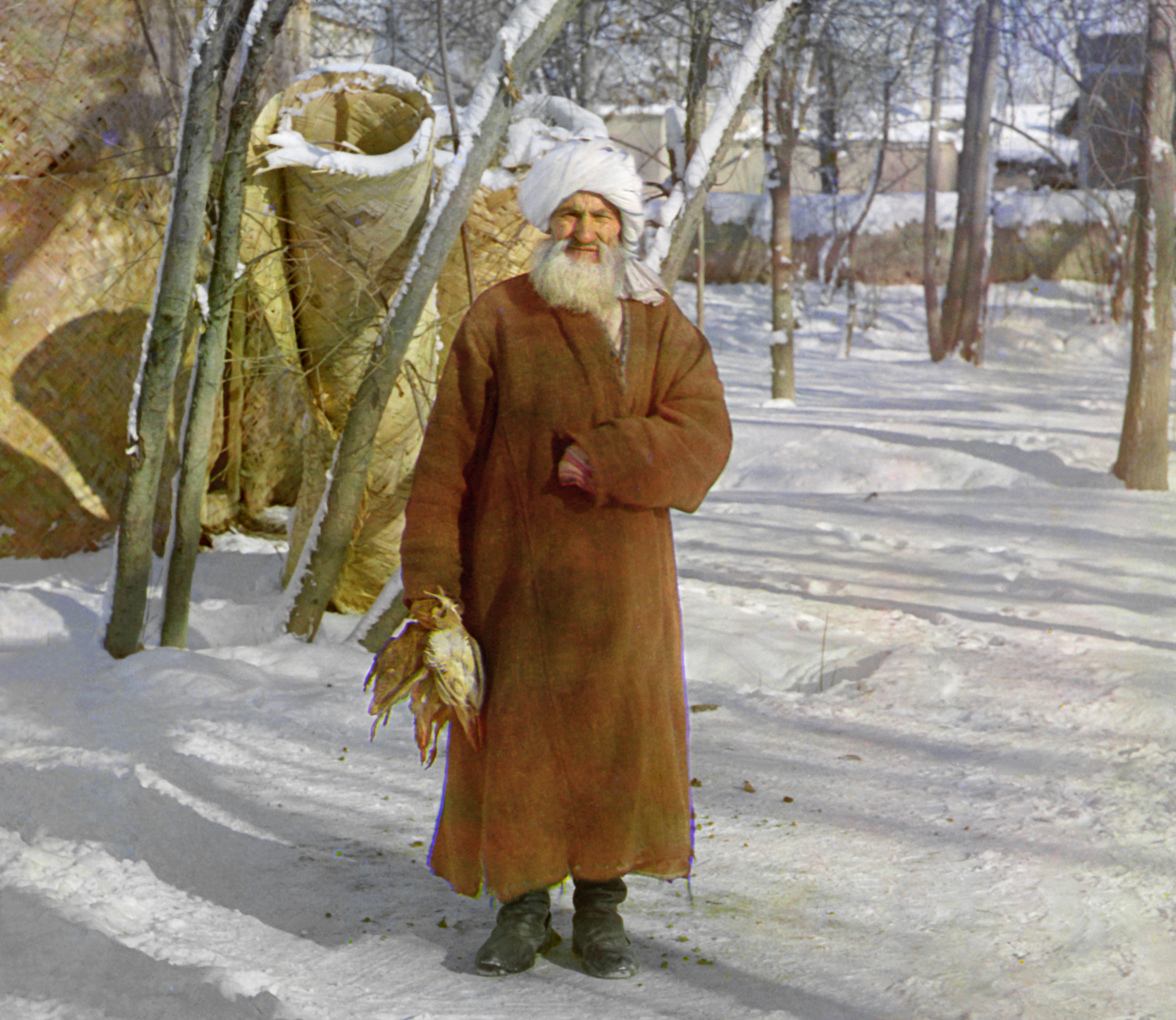
«Старик сарт» (фотография С. М. Прокудина-Горского, январь 1907 г).

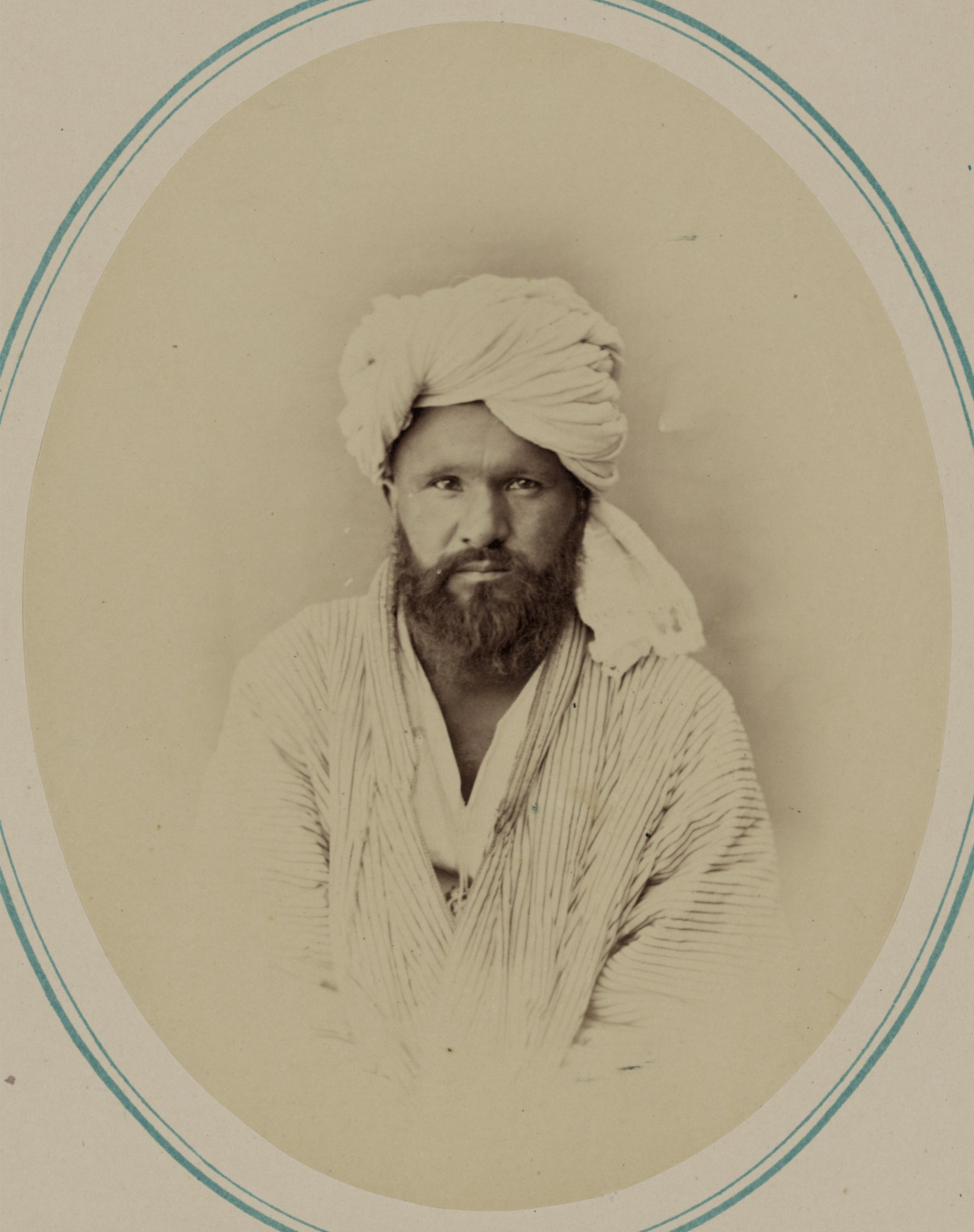
Сарт Юсуф-бай

Военный востоковед, генерал от инфантерии Л. Н. Соболев изучавший население Самаркандской области в 1870-х годах, писал

Сарт не есть особое племя, как то пытались многие доказать. Сартом называется безразлично и узбек и таджик, живущие в городе и занимающиеся торговлей. Это род мещанства, сословие, но не племя
— Соболев Л. Н. Географические и статистические сведения о Зеравшанском округе
Аналогичным образом, военный востоковед генерал-майор Л. Ф. Костенко отмечал, что слово «сарт» означает «названия рода жизни, занятий, в переводе оно значит человек, занимающейся торговлею, горожанин, мещанин».
Согласно высказанному в 1903 году мнению востоковеда А. А. Семёнова (1873—1958), академика АН Таджикской ССР (1951),  сартами в то время называли вообще всё оседлое население Средний Азии. Это название было особенно распространено среди местных русских, и использовалось, как зонтичный термин для узбеков, таджиков и других местных народов. 
Казахи, по словам Семёнова, называли сартами своих соплеменников, которые занялись земледелием вместе с оседлыми таджиками и узбеками. Оседлые узбеки называют сартами тюркоязычное население некоторых мест Средний Азии (Хивы, Ферганы и других городов), в речи которых много персидских заимствований. Семёнов приводит слова повстречавшегося ему узбека, называвшего сартами тех, кто владеет только одним языком.
Согласно принятым в то время принципам антропологической науки, российские учёные пытались выделить характерный для сартов антропологический тип. Сарты описывались, как имевшие средний рост 1,69 (мужчины) и 1,51 м (женщины); склонные к полноте. Цвет кожи смуглый, волосы чёрные, глаза тёмно-коричневые, борода небольшая. Брахицефалы (головной указатель 85,39), с небольшим или среднего размера черепом, брови дугообразные и густые, глаза редко расположены не на прямой линии; нос прямой, иногда выгнутый. Лица овальные. Иногда встречаются слегка выдающиеся скулы, расположенные под небольшим углом глаза и большое междуорбитное расстояние. 
В Энциклопедическом словаре Брокгауза и Ефрона отмечалось: 

Сарты по наружности очень похожи на таджиков, но в отличие от последних, живущих среди них разбросано и сохранивших свой персидский язык, сарты говорят на особом тюркском наречии, известном под именем сарт-тили. По мнению П. И. Лерха, наречие сартов ближе всего к джагатайскому литературному языку, а в отдельных пунктах приближается к народному наречию узбеков и казахов
— Сарты // Энциклопедический словарь Брокгауза и Ефрона : в 86 т. (82 т. и 4 доп.). — СПб., 1890—1907.
Российский востоковед Н.Остроумов первым попытался проанализировать материалы по сартам и пришел к выводу, что сартами называются туземцы Сырдарьинской, частью Ферганской областей и частью Амударьинского отдела. 
В другом месте своей монографии он утверждал, что существуют бухарские сарты. 
Одним из главных сторонников широкого применения термина «сарт» стал востоковед Николай Остроумов (1846—1930), который ставил себе задачу разработать способы скорейшей интеграции мусульман Туркестана в российское общество. Остроумов писал, что язык сартов «в основе тюркский, но отличающийся от киргизского, узбекского, татарского и турецкого, известен под именем сарт тили». 
Последователь Н. Остроумова П. Кузнецов писал: «Вследствие постоянного общения с тюрками таджик со младенчества усваивает сартовский язык наравне со своим родным… При смешанном браке, возьмёт ли таджик, положим, сартянку за себя, или таджичка выйдет за сарта, господствующим языком в семье делается конечно, сартовский. В таких случаях большинство детей даже не научатся таджикскому наречию». При этом таджики называли себя сартами из-за стереотипа о том, что все таджики — рабы.
Российский ученый С. М. Дудин (1863-1929) придерживался позиции тех ученых, которые «распространяли термин «сарт» на представителей обеих языковых групп, близких по культурным традициям», которых в этнографии именуют «оседлые узбеки» и «равнинные таджики».

## Сарты Восточного Туркестана
Русский исследователь начала XX века Н. В. Богоявленский утверждал, что «население Западного Китая состоит из китайцев, маньчжуров, сартов, киргизов, дунган, монголов. По своему количественному значению первое место среди этих народностей принадлежит элементу мусульманскому, в лице сартов, киргизов и дунган».
Далее Богоявленский поясняет, что «под именем китайских сартов имеются ввиду коренные жители Восточного Туркестана и выходцы оттуда», а обиходным названием сартов Западного Китая было «кашгарские сарты или кашгарлыки» После 1921 года (термин кашгарлыки (кашгарцы) также рассматривается как самоназвание одного из субэтносов в составе уйгуров.

## Мнение туркестанских интеллектуалов
Попытки властей создать сартов в Туркестанском генерал-губернаторстве были подвергнуты критике переводчиком Серали Лапиным в 1890-х годах.
По утверждению историка Адиба Халида, казах Шерали Лапин — переводчик в канцелярии губернатора Самаркандской области считал, что «не существует ни сартского народа, ни сартского языка». Это слово было сокращением слова «сары ит» — «желтая собака», уничижительного названия, используемого кочевниками-казахами и киргизами для всех оседлых народов, независимо от происхождения.
Критика использования термина сарт была поддержана самаркандскими и бухарскими джадидами (представители интеллектуально-просветительского движения): Махмуд-Ходжой Бехбуди и Бако-Ходжой. Махмуд-Ходжа Бехбуди в журнале «Оина» (Зеркало) в 1915 году (в № 22, 23, 25 и 26) выступал против использования слова «сарт» и написал статью «Непонятное слово сарт». Потом он написал ещё одну статью под названием «Слово сарт осталось непонятным» . Бехбуди отвергал термин «сарт», считая, что он среди узбеков и таджиков считался оскорбительным прозвищем, а по отношению к туркестанцам его использовали только русские и определённая часть казахов.
Тем не менее, имеется одно свидетельство о том, что слово «сарт» использовалось населением Ферганской долины в качестве самоназвания: в 1914 году некий мулла Абдуллабек утверждал на страницах газеты «Садойи Фарғона», что «мы должны радоваться и гордиться, если кто-то будет называть нас сартами. Сарт означает усердно верующего, образованного, предприимчивого, культурного, опрятного, учёного (человека)». 
Таджикский писатель Садриддин Айни поддерживал позицию Бехбуди и в 1914 году осуждал использование термина сарт, считая, что вместо него  следует использовать термины «туркестанец» или «узбек».

## Отношение к термину «сарт» в советский период
Академик Василий Бартольд писал:

Степняки узбеки, завоевавшие Туркестан в начале XVI века, стали называть «сартами», в противоположность «узбекам», всех оседлых жителей, как иранцев, так и говоривших по-турецки; впоследствии, когда языком большинства оседлого населения сделался турецкий, слово «сарт» стало употребляться в литературе (например, у кокандских историков), отчасти и в жизни, в смысле горожанин или сельский житель, говорящий по-турецки, в противоположность таджику, сохранившему свой язык иранца. По чертам быта сартам, как типичным горожанам и земледельцам, теперь противополагаются не узбеки, большей частью перешедшие к оседлому образу жизни, а «казаки» — Бартольд В. Сочинения. — М.: Издательство восточной литературы, 1963. — Т. II. Ч. 1. — С. 197
Отдельно В. Бартольд отмечал, что: 

 
Слово сарт, которое кочевники употребляли с нескрываемым презрением по отношению к оседлому населению и которое народная этимология объясняла как „сарык ит“ (жёлтая собака), ныне изгнано из употребления, сейчас признаётся только узбекская национальность в противоположность казахской, туркменской и таджикской национальностям
— Бартольд В. Сочинения. — М.: Издательство восточной литературы, 1963. — Т. II. Ч. 2. — С. 529
В 1922 году узбекский писатель Абдулла Кадыри писал, что термин сарт, напоминает о «временах господина Остроумова» и со всей очевидностью оскорбляет «нас, узбеков, [которые] боролись против слова “сарт”, независимо от того, кто и по каким причинам пристегивал его к нам».
Согласно исследованиям этнографа Б. Х. Кармышевой, на территории Бухарского эмирата, то есть в Бухарской, Самаркандской, Кашкадарьинской, Сурхандарьинской областях и южном Таджикистане слово «сарт» для обозначения населения в XVIII — начале XX века не использовалось.
По мнению таджикского этнографа Н. Турсунова слово сарт было не этнонимом, а термином, определявшим хозяйственно-культурное положение населения.
По мнению этнолога, доктора исторических наук Н. Э. Масанова, название сарт использовалось в разных контекстах, например, если «ваши родители казахи, но вы живёте в городе Испиджабе, вы — сарт».
В Кокандском ханстве, судя по письменным источникам, термин сарт или «сартия» использовался в значении «оседлый, городской житель» — как противопоставление термину «кочевник». У киргизов отмечены рода кара сарт, а также этнографическая группа сарт-калмак.
В советской этнографии после 1924 год сарты как обособленный этнос не выделяются.

## Современные исследования
В 1991 году немецкий востоковед профессор И. Больдауф утверждала, что русские переняли слово «сарты» от казахов, для которых этот термин имел откровенно уничижительный оттенок. «Сартовский язык» в действительности не существовал. Модель переписи 1897 года привела к необходимости установить псевдо-«сартовский» язык вместе с псевдо-нацией «сарт». На этой волне началось создание грамматик и словарей «сартовского языка». Идея «сартовского языка» Н. Остроумова была дальновидным проектом, тем не менее, этот эксперимент был обречён на провал.
В 1993 году  впервые в постсоветский период историк-этнограф О.Бронникова проанализировала различные мнения российских (Н.Остроумов, А.Шишов, В.Наливкин, В.Бартольд, А.Самойлович и др.), туркестанского интеллектуала (Шерали Лапин) и советских этнографов (Е. Поливанов, И.Магидович, А.Якубовский, Б.Кармышева) о сартах и пришла к убедительному выводу о том, что термин «сарт» имел различный смысл в разные эпохи и в разных регионах.
В 1998 году узбекистанские исследователи Д. Алимова и Д. Рашидова опубликовали на русском языке материалы о позиции джадида М. Бехбуди по вопросу использования  термина «сарт», который он считал чуждым для местного общества.
Советско-американский востоковед Ю. Брегель полагал, что сарты являлись социальной или этнической группой, существовавшей в Хорезме в досоветский период. Брегель при этом ссылался на труд Абулгази-хана «Родословное древо тюрков», в котором, при описании Хорезма XVII века, наряду с туркменами и узбеками, выделялись и сарты как особая группа. 
В 1998 году историк-востоковед Адиб Халид пришёл к выводу о том, хотя джадиды выступали против использования термина «сарт», данный термин всё равно по неизвестным причинам часто использовался в России до революции для обозначения оседлого населения Средней Азии. А. Халид считал, что термин «сарт» не был этнонимом. 
Ю. Брегель, со своей стороны, утверждал, что Халид необоснованным образом отметал материалы судов, в которых фигурировали представители сартов. 
В 2000 году анализ дискуссий о сартах в интерпретации И. Зарубина, А. Самойловича и других нашел отражение в исследовании американского историка Ф. Хирша.
В 2001 году филолог-востоковед Паоло Сартори на основе источников проанализированных Бронниковой, пришёл к другому выводу о том, что термин «сарт» использовался на территории долины Зерафшана, территории Бухарского эмирата как этноним .  Ю.Брегель, как и А. Халид,  писал о том, что термин «сарт» не использовался в Бухарском эмирате. 
В 2002 году социолог А. Ильхамов, в «Этническом атласе Узбекистана» использовал термин «сарт» в качестве этнонима. Это спровоцировало новый виток полемики, итоги которой Брегель в 2008 году в своей статье прокомментировал так: «Ни Ильхамов, ни другие участники спровоцированных им споров не внесли ничего нового в вопрос об этнической принадлежности сартов и их роли в истории узбеков». 
Российский этнограф Р. Я. Рассудова считала, что в начале XX века кочевники современных территорий Кыргызстана и южного Казахстана этноним «сарт» произносили как «сары ит» и переводили как «желтая собака». Скотоводы-кочевники «желтыми собаками» пренебрежительно называли своих «оседлых» соседей — сельчан и горожан, крестьян и ремесленников, торговцев. 
Однако по мнению казахского просветителя начала XX века Шакарим Кудайберды-улы, племянника Абая, оскорбительные характеристики в отношении оседлого населения со стороны кочевых народов не носили массового характера. В 1911 году, говоря о сартах, он писал: «Так называют казахи оседлые тюркские племена, населяющие восточный и западный Туркестан и говорящие на тюркском языке, а также отюреченных таджиков». 
В 2008 году российский этнолог С. Абашин защитил диссертацию по теме сартов Средней Азии. Согласно его концепции в Центральной Азии до прихода Российской империи «в обществе отсутствовали границы, которыми можно было бы очертить группы, прилепив к ним ярлык «этнические». Только с приходом России в Средней Азии появляются более или менее устойчивые идентичности». Он полагал, что выбор терминов „узбек“, „уйгур“, „таджик“ и других в Центральной Азии в качестве общенациональных имен был во многом случайным. Абашин называл Н.Остроумова прямым создателем среднеазиатских национализмов.
Термин «сарт» как оскорбительное слово использовалось во время ошских конфликтов 1990 и 2010 годов.
Профессор Оксфордского университета М. Ривс в 2014 году подчеркивала, что хотя термин «сарт» давно вышел из официального употребления как статистическая категория, это слово по сей день сохраняет социальную значимость как уничижительный термин для «узбеков». Это заключение поддержано другими европейскими учёными, которые утверждают, что термин «сарт» в настоящее время является уничижительным термином для узбеков (а иногда таджиков и уйгуров). Тем не менее, термин сарт используется в настоящее время в официальном сайте Ассамблеи народа Казахстана.

## Численность
При проведении первой всеобщей переписи населения Российской Империи в 1897 году при распределении населения по родному языку и уездам Российской Империи сарты учитывались раздельно от узбеков, каракалпаков, киргиз-кайсаков, кашгарцев и кипчаков.
В. И. Бушков и Л. С. Толстова считали, что перепись в среднеазиатских владениях не точна и содержит ряд существенных недостатков. По их мнению, среди языков региона наряду с узбекским выделяется язык «сартский», что неверно и не соответствовало действительности. В. И. Бушков и Л. С. Толстова предполагают, что сартами при переписи 1897 года назывались: 1) узбеки без родовых делений — потомки узбеков, потерявшие свои родоплеменное название и родоплеменную структуру и сильно смешанные с древним ираноязычным автохтонным населением; 2) некоторые группы городских таджиков. Также они указывают, что под узбеками в переписи понимались узбеки с родоплеменным делением и в значительной мере полукочевые по образу своей жизни.
| Области Российской империи 1897 г., | сарты, чел. | узбеки, чел. | таджики, чел. | кипчаки, чел. | кашгарцы, чел. |
| ----------------------------------- | ----------- | ------------ | ------------- | ------------- | -------------- |
| Ферганская область                  | 788 989     | 153 780      | 114 081       | 7584          | 14 915         |
| Сырдарьинская область               | 144 275     | 64 235       | —             | —             |                |
| Самаркандская область               | 18 073      | 507 587      | 230 384       | —             | 16 993         |
| Семиреченская область               | 14 895      | —            | —             | —             |                |
| Закаспийская область                | 778         | 470          | —             | —             |                |
| Семипалатинская область             | 495         | —            | —             | —             |                |
| Акмолинская область                 | 368         | 313          | —             | —             |                |
| Тургайская область                  | 130         | —            | —             | —             |                |

Всего согласно первой всеобщей переписи населения Российской Империи 1897 года в Российской Империи насчитывалось 968 655 сартов, совокупная численность сартов превышала численность узбеков (726 534 человек) и среди других народностей империи говорящих на турецко-татарских наречиях (тюркских наречиях) была четвёртой по численности уступая лишь киргиз-кайсакам (казахи и часть киргизов — 4 084 139 человек), татарам (3 737 627 человек) и башкирам (1 321 363).
Согласно ЭСБЕ общая численность сартов достигала 800 000 человек, составляя, по данным на 1880 год, 26 % всего населения Туркестана и 44 % оседлого его населения. В Сырдарьинской области сартов было свыше 210 тысяч, в Фергане около 350 тысяч, в прежнем Зеравшане (Самаркандская область) доминировали узбеки, а сартов было свыше 18 тысяч. Многочисленные во всей юго-восточной полосе Туркестанского края сплошные поселения сартов оканчиваются в городах Туркестане и Аулиэ-ата, не распространяясь далее этих пунктов по долине Сырдарьи и в пределы Семиреченской области. Небольшое сартовское население последней (до 5000 человек) состоит из рассеянных по городам области торговцев, из которых только немногие основались там на постоянное жительство.